# Veltem-Beisem
Veltem-Beisem est une section de la commune belge de Herent située en Région flamande dans la province du Brabant flamand. C'était une commune à part entière avant la fusion des communes de 1977.

## Évolution démographique
- Sources : INS, Rem. : 1831 jusqu'en 1970 = recensements, 1976 = nombre d'habitants au 31 décembre.

## Histoire
Le 25 août 1914, l'armée impériale allemande exécute 18 civils et détruit 40 maisons, lors des atrocités allemandes commises au début de l'invasion.